# 勤労奨励税制
勤労奨励税制（きんろうしょうれいぜいせい、朝鮮語: 근로 장려 세제）は、韓国において低所得の労働者の勤労意欲を高めるとともに、所得を捕捉するインフラを構築し社会保険料負担の衡平性及び制度運営の効率性を高める目的で2008年1月1日に導入された給付付き税額控除制度。
2019年時点で、約334万世帯に支給され、総支給額が3兆8,228億ウォンであった。

## 導入経緯
導入背景には、グローバル化などを背景に、主に非正規労働に従事するワーキングプアの労働者が大きく増大したことにある。
特に「次上位階層」（所得が最低生計費の120％以下かつ公的扶助制度である国民基礎生活保障制度の給付対象から除外された所得階層）と呼ばれているワーキングプア層は、国民基礎生活保障制度（日本の生活保護制度に当たる）のような公的扶助制度や老齢、疾病、失業等の際に利用できる公的社会保険制度の適用から除外されているケースが多く、貧困から抜け出せない状況に置かれている。
2002年時点での次上位階層の社会保険加入率は、国民年金36.7％、雇用保険27.7％、労災保険59.7％、健康保険98.2％で健康保険を除けば、次上位階層の相当数が公的なセーフティーネットを受けることが出来ずにいる。このように次上位階層の公的社会保険加入率が低い理由は、彼らの多くが社会保険の適用対象ではない非正規労働者として働いているからである。
そこで、アメリカのEITC制度を参考に、盧武鉉大統領が2003年に提示したことで推進され、勤労奨励税制を2008年1月1日にアジアで初めて導入することとなった。そうすることで、セーフティーネットを既存の公的社会保険や公的扶助制度である国民基礎生活保障制度の2階建てから、勤労奨励税制を加えた3階建てにすることで、セーフティーネットを拡大させ、ワーキングプア層の労働者の就労インセンティブを高めるとともに、貧困脱出できるようにする狙いが韓国政府にはあった。
また、給付の支給は2009年9月から開始している。2009年に支給された世帯は、約59.1万世帯であり、4,537億ウォン支給された。

## 制度内容の変遷
導入以降、有子要件の廃止、自営業者への適用拡大、資産要件の緩和、単身世帯の年齢制限撤廃、老親の扶養条件の追加など、適用対象が段階的に拡大されている。また、施行から2014年まで雇用者だけを対象とした理由は自営業者の所得捕捉率が雇用者に比べて低かったからである。

## 制度内容

### 支給対象
2019年度における対象者は、下記の条件を満たす労働者や事業者である。
- 韓国国籍（韓国国籍者と婚姻している者を含む）であり、他の世帯員から扶養されてはならない。
- 単身者の場合は、前年度の合計所得が、2,000万ウォン未満。
- 片働き世帯の場合、合計所得が、3,000万ウォン未満であること。また、片働き世帯の条件として、配偶者の総給与額などが300万ウォン未満であるか、前年度12月31日時点で扶養する子供や70歳以上の親（合計所得金額が100万ウォン以下）がいる場合となっている。
- 扶養する子供は、18歳未満（但し重度の障がいがある者の場合年齢制限はない。）であり、年間所得金額の合計額が100万ウォンを超えていないこと。かつ、世帯主が扶養する子どもや同居している養子縁組した子どもである。しかしながら一定の場合には孫や兄弟姉妹も扶養家族に含まれる。具体的な例を挙げると[1]
  - 親がいない孫や兄弟姉妹を扶養する者
  - 親(父あるいは母のみがいるケースを含む)がいない孫や兄弟姉妹を扶養する者で、親の年間の合計所得金額が100万ウォン以下で、その父あるいは母が障がい者雇用促進法及び職業リハビリテーション法による重度の障がいがある者あるいは「5.18民主化運動」関連者補償等に関する法律で障がい等級3級以上に指定された者
  - 父あるいは母のみいる孫を扶養する場合で、その父あるいは母が18歳未満であり、その父あるいは母の年間の合計所得金額が100万ウォン以下である者である。
- 共働き世帯の場合、合計所得が、3,600万ウォン未満であること。また、共働きの世帯の場合は、世帯主とその配偶者のそれぞれの総給与額が300万ウォン以上ある世帯が対象である。
- 前年度6月1日時点での世帯全員の財産（住宅、土地、建物、預金等）の合計額が2億ウォン未満。但し、世帯全員の財産が、1億4,000万ウォン以上2億ウォン未満の場合、控除額は半額になる。
- 無住宅又は6,000万ウォン以下の小規模住宅のみ1軒所有[4]

但し、申請年度の3月中に国民基礎生活保障制度から給付を受給した者は除外される。また、事業者登録をしていない事業者や弁護士、弁理士、公認会計士、医師、薬剤師等の専門職事業者は対象から除外される。

### 給付金額

#### 雇用者の場合
勤労奨励金の給付額には逓増・定額・逓減の3段階があり、夫婦の場合、片働きの場合、最大で260万ウォンが与えられる（共働きの場合、最大で300万ウォン）。また、単身者の場合は、最大で150万ウォンが与えられる。奨励金は所得税額から控除され、控除し切れない分については給付される。
給付額は、以下のようになる。
- 単身者世帯							
  - 総給与額など400万ウォン未満：　総給与額など　×　400分の150
  - 総給与額など400〜900万ウォン未満：最大給付額150万ウォン
  - 総給与額など900〜2,000万ウォン未満：150万ウォン 　－　（総給与額など －  900万ウォン）　×　1,100分の150

- 片働き世帯							
  - 総給与額など700万ウォン未満：　総給与額など　×　700分の260
  - 総給与額など700〜1,400万ウォン未満：最大給付額260万ウォン
  - 総給与額など1,400〜3,000万ウォン未満：260万ウォン 　－　（総給与額など －  1,400万ウォン）　×　1,600分の260

- 共働き世帯の場合							
  - 総給与額など800万ウォン未満：　総給与額など　×　800分の300
  - 総給与額など800〜1,700万ウォン未満：最大給付額300万ウォン
  - 総給与額など1,700〜3,600万ウォン未満：300万ウォン 　－　（総給与額など － 1,700万ウォン）　×　1,900分の300

計算例
- 片働き世帯で、総給与額が500万ウォンの場合
  - 500万ウォン　×　700分の260　＝　185万7,143ウォン

- 片働き世帯で、総給与額が3,000万ウォンの場合
  - 300万ウォン 　－　（3,000万ウォン －  1,700万ウォン）　×　1,900分の300　＝　94万7,368ウォン

但し、世帯全員の財産が、1億4,000万ウォン以上2億ウォン未満の場合、控除額は半額になる。

#### 自営業者の場合
| 業種区分 | 業種区分 | 調整率（%） |
| -------- | --- | ----------- |
| A        | 卸売業 | 20          |
| B        | 小売業、自動車・部品販売業、不動産売買業、農林水産業、鉱業                                                               | 30          |
| C        | 飲食店、製造業、建設業、電気・ガス・蒸気・水道事業                                                                       | 45          |
| D        | 宿泊業、運輸業、金融・保険業、商品仲介業、出版・映上・放送通信・情報サービス業、下水・廃棄物処理・原料再生・環境復元業   | 60          |
| E        | サービス業（不動産、専門科学技術、事業施設管、事業支援、教育、保健、社会福祉、芸術、スポーツ、余暇、修理・修繕、その他） | 75          |
| F        | 不動産賃貸業、その他の賃貸業（リース会社、各種レンタル会社）、フリーランス、個人の家事サービス                           | 90          |

| 業種区分 | 単身者 | 片働き | 共働き |
| -------- | ------ | ------ | ------ |
| A        | 10,000 | 15,000 | 18,000 |
| B        | 6,667  | 10,000 | 12,000 |
| C        | 4,444  | 6,667  | 8,000  |
| D        | 3,333  | 5,000  | 6,000  |
| E        | 2,667  | 4,000  | 4,800  |
| F        | 2,222  | 3,333  | 4,000  |

自営業者の場合、給付額は、雇用者の世帯と同じく｢夫婦合算総給与額等｣を基準に支給される。
但し、雇用者に比べて自営業者の所得捕捉が難しいことを考慮し、自営業者の総給与額等は業種別調整率を適用して計算する。
右の表は業種別調整率を示しており、業種によって調整率が異なることが分かる。また、所得を捕捉できる割合が低い業種ほど、調整率が高く設定される。
そのため、年間総収入が3,000万ウォンであり、配偶者収入が年間1,000万ウォンでも、業種ごとの調整率によって、支給の有無・支給額が違ってくる。例えば、総給与額は、業種ごとに以下の3通りのように違ってくる。
- 年間総収入 ×　業種別調整率＋ 配偶者給与総額 = 年間総給与額

1. 卸売業を営んでいる場合　3,000万ウォン　×　0.2　+　1,000万ウォン　＝　1,600万ウォン
2. 飲食店を営んでいる場合　3,000万ウォン　×　0.45　+　1,000万ウォン　＝　2,350万ウォン
3. 不動産賃貸業を営んでいる場合　3,000万ウォン　×　0.9　+　1,000万ウォン　＝　3,700万ウォン

それぞれ、共働き世帯として受け取れる給与額は、1の場合は最大額の300万ウォンであり、2の場合は197万3,684ウォン（300万ウォン－（2,350万ウォン －1,700万ウォン）×1,900分の300）、3の場合は3,600万ウォン以上となり、支給されない。
右の表は、自営業者世帯が事業所得のみである場合に勤労奨励金が申請できる年間総収入金額の上限額を示している。

### 申請方法
韓国における所得税の課税単位は個人単位であるが、勤労奨励税制は世帯単位で該当するか否かの審査がされる。
勤労奨励金の申請は定期申請と期間後申請に区分されており、定期申請は毎年5月1日から6月1日までに申し込むことになっている。一方、期間後申請の申請期間は毎年6月2日から12月1日までで、期間後申請をした場合は勤労奨励金と子ども奨励金が10％ずつ減額され支給される。
勤労奨励金の申請は税務署から案内がされる申請案内対象者（前年所得を基準として勤労奨励金や子ども奨励金が受給できると判別された世帯。）の場合、電話（ARS）、携帯電話、モバイルウェブ、インターネットからの申請か税務署を直接訪問して申請することができる。また、申請案内対象者でない場合は、インターネットや税務署のみで申請できる。
但し、自営業者の場合は、労働者と同一の申請基準を満たさなければならない。また、次の手続きを事前に行う必要がある。
- 事業者登録：毎年12月31日まで。
- 付加価値税の確定申告：毎年1月26日まで。
- 事業者現況の申告：免税事業者の場合は事業者現況を申告する必要がある。毎年2月10日まで。
- 総合所得税の申告：毎年6月1日まで

## 執行機関等
執行機関は国税庁である。韓国では、導入時には、勤労奨励金の不正受給は低いと予想する見解があった。その背景には、
1. 韓国にはすでに納税者番号制度が導入されており、所得や資産を捕捉する体制が整っていること
2. 勤労奨励税制の導入に当たり、所得捕捉体制の強化や税務行政の拡充といったインフラ整備も行われたこと
3. 所得捕捉率の高い勤労者を対象に施行したこと等が指摘されている。なお現在は、自営業者も適用対象に加えられているが、雇用者に比べて自営業者の所得捕捉が難しいことを考慮し、自営業者の所得算定の際には、業種別調整率を適用して計算することになっている。ただし、韓国でも不正受給が発生しており、自営業者の所得捕捉は未だに政府の課題として残っているという。

不正受給への事後的な対策として、2年間又は5年間の支給制限といったペナルティも設けられている。
納税者番号としては、全住民を対象とした住民識別番号が活用されている。

## 効果
韓国における先行研究の分析結果より、勤労奨励税制の実施による、労働市場の参加率と労働時間が増加したの是非については、結果が定まっていない。
しかしながら、勤労奨励金が所得額とともに増加している区間（逓増）については、労働市場の参加率を増加させたという研究が多くある。その意味では、韓国政府が導入した目的も1つである就労インセンティブを高めることは、ある程度出来たと考えられる。

## 課題
- 財源の確保[1]

勤労奨励税制はその対象者が増加傾向にあり、施行初期に1,500億ウォンぐらいであった勤労奨励金や子ども奨励金に対する予算は2019年には、大幅に予算額を引き上げの影響により、3兆8,000憶ウォンへと膨らんだ。韓国政府は、今後も給付対象者を拡大する方針であるものの、景気低迷の影響で実際の税収が予算額を下回っており、財源確保への道は険しいと言わざるを得ない。
- 自営業者への適用[1]

2015年度からは専門職を除いた自営業者世帯にも勤労奨励税制を適用している。但し、自営業者の場合は、雇用者に比べて所得捕捉が難しいので、業種別調整率を反映して勤労奨励税制の受給資格を決めている。しかしながらある業種の場合は調整率が90％に設定しているなど全体的に調整率が高く、自営業者が勤労奨励税制の適用を受けることはかなり難しいのが現実である。
そこで、経済的に大変な自営業者世帯がより勤労奨励税制の適用を受けさせるためには雇用者に比べて相対的に低い自営業者の所得捕捉率を高めることが優先課題である。自営業者の所得捕捉率が高まると、調整率が引き下げられより多くの自営業者世帯が勤労奨励税制の適用を受けると考えられる。
- 女性貧困層の存在[1]

勤労奨励税制の実施においてもう一つの課題は、勤労貧困層の多数を占めている女性貧困層の存在である。働いている女性の多くはパートやアルバイト等の不安定的な仕事に従事しているケースが多く、貧困の状態に堕ちる可能性が高い。また、一度貧困の状態に堕ちたらそこから抜け出すことはそれほど簡単ではない。というのは政府がこれまで働く女性に対する関連政策をほぼ実施してきていないからである。従って、今後勤労奨励税制を展開するとともに働く女性に対する勤労環境の整備を含めたワーク・ライフ・バランス政策等をより徹底的に実施すべき必要があり、それこそ女性が労働市場に参加しやすく、貧困から抜け出せる環境の構築につながるだろう。